# یوخن شوپس
یوخن شوپس (به انگلیسی: Jochen Schöps) (زاده ۸ اکتبر ۱۹۸۳ در فیلینگن-اشونینگن) بازیکن والیبال اهل آلمان و کاپیتان دوم تیم ملی والیبال مردان آلمان است. شوپس سه دوره به عنوان باارزشترین بازیکن لیگ اروپا انتخاب شد. یوخن با تیم ملی آلمان مدال برنز والیبال قهرمانی جهان ۲۰۱۴ را به دست آورد. وی در سال های ۲۰۰۷، ۲۰۰۸ و ۲۰۰۹ به عنوان بازیکن والیبال سال آلمان انتخاب شد.